# Ebenezer Sage
Ebenezer Sage (ur. 16 sierpnia 1755 w Portland, zm. 20 stycznia 1834 w Sag Harbor) – amerykański polityk, członek Partii Demokratyczno-Republikańskiej.

## Działalność polityczna
W okresie od 4 marca 1809 do 3 marca 1813 przez dwie kadencje był przedstawicielem 1. okręgu, a następnie do 3 marca 1815 przez jedną kadencję przedstawicielem miejsca B z 1. okręgu wyborczego w stanie Nowy Jork w Izbie Reprezentantów Stanów Zjednoczonych.